# Arthur W. Hummel senior

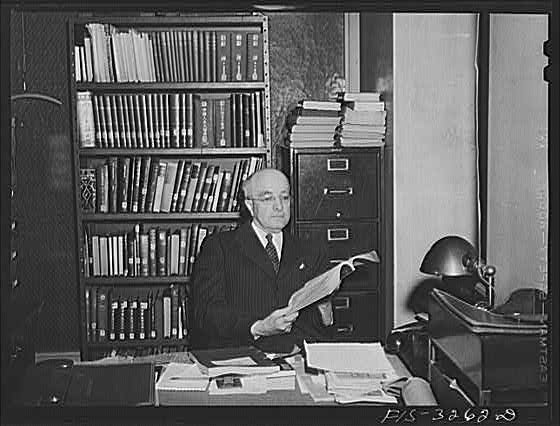
Arthur Hummel, 1942

Arthur William Hummel senior (chinesisch 恒慕义, Pinyin héng mù yì, 恒恭義 Heng, Gongyi; * 6. März 1884; † 10. März 1975) war ein amerikanischer Missionar in China sowie der Leiter der Asian Division der Library of Congress, ein bedeutender Sinologe und Herausgeber des biographischen Wörterbuchs Eminent Chinese of the Ch'ing Period. Er war der erste Präsident der Association for Asian Studies 1948.
Er war der Vater des US-Diplomaten Arthur W. Hummel junior.

## Leben
Hummel wurde in Warrenton, Missouri, geboren und begann seine Ausbildung an der Morgan Park Academy, die er 1905 erfolgreich abschloss. An der University of Chicago machte er den Bachelor (1909), einen Master (1911) und 1914 einen Bachelor of Divinity.
Während seines Studiums in Chicago kam er in Kontakt mit dem Student Volunteer Movement, einer akademischen Missionarsorganisation, und ging als Lehrer nach Kōbe in Japan. In den Sommerferien 1913 und 1914 besuchte er seinen Bruder, der Geschichte und Religion an der University of Nanking unterrichtete. Dabei wurde er fasziniert von der Kultur Chinas, dem Land, von dem Japan so viel übernommen hatte.

### Karriere in der Library of Congress und der Sinologie
Er kehrte 1914 in die Vereinigten Staaten zurück und heiratete. Im November begab sich das Paar nach China als Missionare des American Board of Commissioners for Foreign Missions. Im folgenden Jahrzehnt lehrte Hummel an Schulen in Fenzhou und Shaanxi und nahm Chinesisch-Unterricht. In dieser Zeit erwarb er eine große Sammlung an chinesischen Karten und Münzen, die er auf den lokalen Märkten aufkaufte; seine Münzsammlung umfasste letztlich 2.000 Varianten. 1924 zogen die Hummels nach Peking, um an der neu eingerichteten School of Chinese Studies an der Yanjing-Universität zu unterrichten. Zusammen mit vielen anderen Ausländern erlebte er die Aufstände 1927 nach dem Nordfeldzug.
Bald nachdem er wiederum in die Vereinigten Staaten zurückgekehrt war, nahm Hummel eine Stelle an der Library of Congress an. Er wollte ursprünglich nur für eine Übergangszeit dort arbeiten, bis er wieder nach China zurückkehren konnte; aus der Übergangszeit wurde jedoch seine Lebensstelle bis zur Pensionierung 1954. Er wurde der erste Chief of the Orientalia Division. Hummel baute die Sammlung zu einer der größten und am besten organisierten in Amerika auf.
Anfang der 1930er Jahre freundete er sich mit seinem Kollegen Mortimer Graves vom American Council of Learned Societies an. Graves und Hummel arbeiteten nicht nur beim Aufbau der Bibliothekssammlung zusammen, sondern warben auch für Asienstudien in Colleges und Universitäten überall im Land. Jan J. L. Duyvendak (Universität Leiden, Niederlande) kam in Kontakt mit Hummel und ermutigte ihn, sein lange gehegtes Interesse am chinesischen Gelehrten Gu Jiegang zu einer Studie über die Bewegung für eine Neue Kultur und deren revisionistische Deutung der antiken chinesischen Geschichte auszubauen. Mit dieser Dissertation zum Thema The Autobiography of a Chinese Historian erwarb Hummel 1931 einen Doktortitel an der Universität Leiden. 1950 wurde er zum Mitglied der American Philosophical Society gewählt.
Graves arrangierte die Finanzierung von Hummels Arbeit zu den Eminent Chinese of the Ch'ing Period und er begann damit 1934. Das United States Government Printing Office setzte den Druck bis zum Abschluss 1943 fort.

## Werke
- Eminent Chinese of the Ch'ing Period (1644–1912). U.S. Government Printing Office 1943, 2 Bände. Digitalisat: I, II